# Brentfordi Közösségi Stadion
A Brentfordi Közösségi Stadion (hivatalos nevén: Gtech Közösségi Stadion) stadion Brentfordban, Nyugat-Londonban és a Premier League-ben szereplő Brentford otthona. A stadion befogadóképessége 17 250 fő és labdarúgás mellett rögbi-mérkőzéseknek is ad otthont. 2020-ban nyitották meg, egy projekt része, aminek célja a stadion környékének fellendítése, új otthonok és más épületek építésével. Tartottak itt mérkőzéseket a 2022-es női Európa-bajnokság során is.

## Válogatott labdarúgás

### 2022-es női Európa-bajnokság
| Dátum            | Hazai csapat | Vendég csapat | Eredmény | Nézőszám | Szakasz                                    |
| ---------------- | ------------ | ------------- | -------- | -------- | ------------------------------------------ |
| 2022. július 8.  | Németország  | Dánia         | 4–0      | 15 736   | 2022-es női Európa-bajnokság – B csoport   |
| 2022. július 12. | Németország  | Spanyolország | 2–0      | 16 037   | 2022-es női Európa-bajnokság – B csoport   |
| 2022. július 16. | Dánia        | Spanyolország | 0–1      | 16 041   | 2022-es női Európa-bajnokság – B csoport   |
| 2022. július 21. | Németország  | Ausztria      | 2–0      | 16 025   | 2022-es női Európa-bajnokság – negyeddöntő |